# Puya fiebrigii
Puya fiebrigii är en gräsväxtart som beskrevs av Carl Christian Mez. Puya fiebrigii ingår i släktet Puya och familjen Bromeliaceae.
Artens utbredningsområde är Bolivia. Inga underarter finns listade i Catalogue of Life.

## Bildgalleri

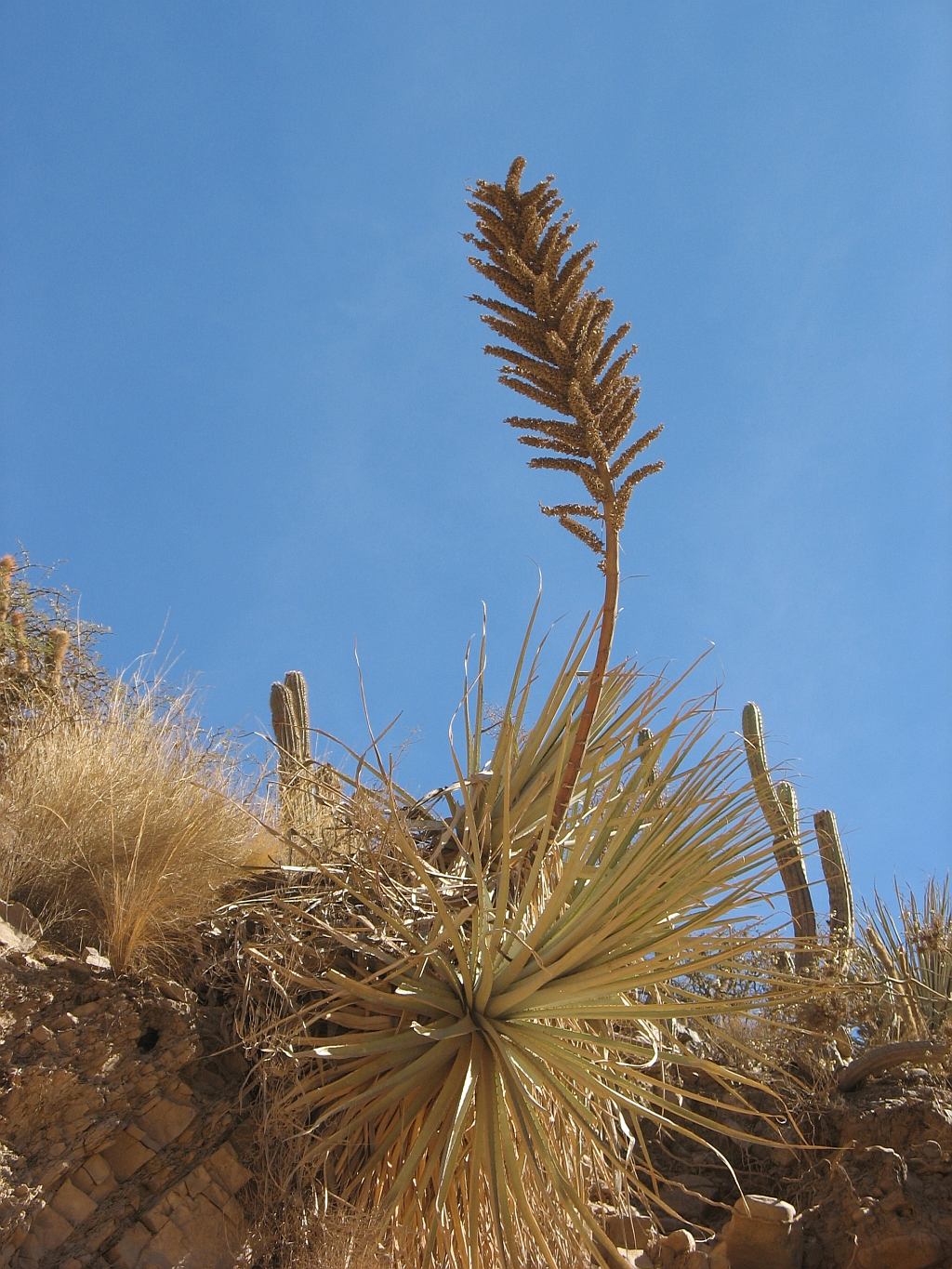